# Caracladus leberti
Caracladus leberti är en spindelart som först beskrevs av Carl Friedrich Roewer 1942. 
Caracladus leberti ingår i släktet Caracladus och familjen täckvävarspindlar. Inga underarter finns listade.